# Abdullah (Pferd)
Abdullah (* 7. Dezember 1970 in Kanada; † 5. Januar 2000) ist bis heute das erfolgreichste Springpferd der Trakehnerzucht. Der Schimmelhengst erlangte seine größten Erfolge wie den Gewinn der Einzel-Silbermedaille bei Olympischen Spielen unter Conrad Homfeld.

## Leben
Abdullah stammte aus der Zucht des Trakehner Gestüts Birkhausen in Deutschland. Nachdem seine Mutter Abiza 1970 tragend nach Kanada verkauft worden war, kam Abdullah am 7. Dezember in Unionville, Ontario bei Gerhard Schickedanz zur Welt. Als Dreijähriger wurde er an Terry und Sue Williams, die Besitzer der Williamsburg Farm, in die USA verkauft. Zunächst wurde er von seiner Besitzerin eingeritten und war in Dressurprüfungen und in der Vielseitigkeit bis Klasse M erfolgreich. Auch während seiner späteren Karriere im Springsport begleiteten ihn seine Besitzer zu all seinen Turnieren. Nachdem er 18-jährig aus dem Sport verabschiedet worden war, wurde er von Sue Williams weiterhin geritten. Er starb am 5. Januar 2000 im Alter von 30 Jahren an einer Kolik. 2009 wurde er in die United States Show Jumping Hall of Fame aufgenommen. The Chronicle of The Horse kürte ihn zu einem der Top 50 Pferde des Jahrhunderts.

## Erfolge im Springsport
Er erlangte Siege unter Joe Fargis und Debbie Stephens, seine größten Erfolge erlangte er jedoch unter Conrad Homfeld. Bei den Olympischen Spielen 1984 in Los Angeles gewannen sie Gold mit der Mannschaft und Silber in der Einzelwertung. 1985 folgte der Sieg des Weltcup-Finales in Berlin. Angesichts seiner großen Erfolge wurde Abdullah in diesem Jahr auch vom Trakehner Verband Deutschland gekört. Bei den Weltmeisterschaften im Springreiten 1986 in Aachen konnten Conrad Homfeld und Abdullah den Erfolg der Olympischen Spiele – Gold mit der Mannschaft und Silber im Einzel – wiederholen. Darüber hinaus wurde er zum besten Pferd der Weltmeisterschaft gekürt.
Abdullah gewann mehrere Nationenpreise und war Sieger der Großen Preise von Cleveland (1980), Detroit (1982), Boston und Rom
(1983).

## Zucht
Abdullah wurde unter anderem für die Zuchten Trakehner, Selle Français, Sella Italiano, Irisches Sportpferd, Hannoveraner und Oldenburger anerkannt. Er ist Vater von international erfolgreichen Springpferden, und unter seinen Nachkommen waren mehrere United States Equestrian Federation Pferde des Jahres.
In Deutschland wurde 1996 erstmals ein Nachkomme von Abdullah vom Trakehner Verband gekört. Schneesturm TSF war unter seinem Reiter Denis Lynch beim CHIO Aachen sowie in Hickstead erfolgreich. Insgesamt hat er bei den Trakehnern in Deutschland drei gekörte Söhne (Schneesturm, Idahoe und Alaskatraum), der in den USA gekörte Hengst Special Memories wurde vom Trakehner Verband Deutschland anerkannt. Durch sein Tiefgefriersperma ist es immer noch möglich, mit ihm zu züchten.

## Abstammung
| I                          | II                       | III                  | IV                     |
| -------------------------- | ------------------------ | -------------------- | ---------------------- |
| Abdullah (* 1970) Schimmel | Donauwind (* 1965) Braun | Pregel (* 1958)      | Tropenwald (* 1941)    |
| Abdullah (* 1970) Schimmel | Donauwind (* 1965) Braun | Pregel (* 1958)      | Peraea (* 1943)        |
| Abdullah (* 1970) Schimmel | Donauwind (* 1965) Braun | Donaulied (* 1960)   | Boris (* 1956)         |
| Abdullah (* 1970) Schimmel | Donauwind (* 1965) Braun | Donaulied (* 1960)   | Donau (* 1951)         |
| Abdullah (* 1970) Schimmel | Abiza (* 1963) Schimmel  | Maharadscha (* 1957) | Famulus (* 1938)       |
| Abdullah (* 1970) Schimmel | Abiza (* 1963) Schimmel  | Maharadscha (* 1957) | Marke (* 1941)         |
| Abdullah (* 1970) Schimmel | Abiza (* 1963) Schimmel  | Abendrot (* 1949)    | Absalon (* 1937)       |
| Abdullah (* 1970) Schimmel | Abiza (* 1963) Schimmel  | Abendrot (* 1949)    | Arbeitgeberin (* 1938) |